# 어퍼맨해튼

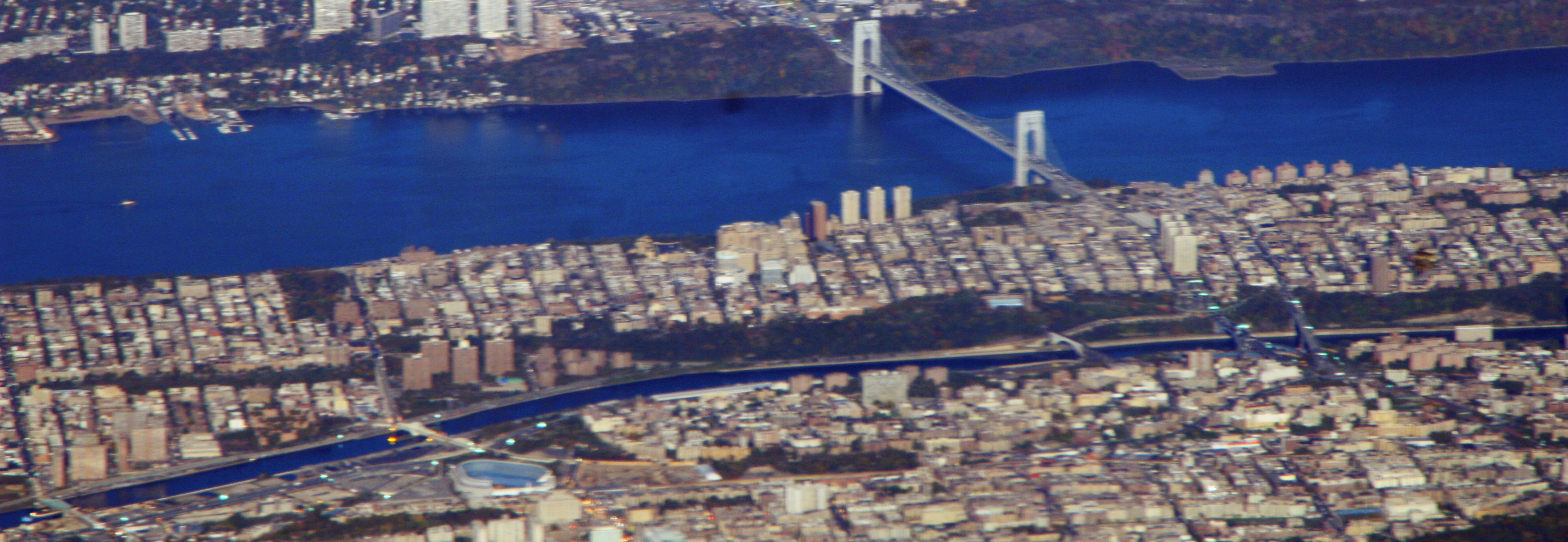

어퍼맨해튼(Upper Manhattan)은 맨해튼의 윗 지역을 뜻한다. 어퍼 웨스트 사이드, 어퍼 이스트 사이드, 할렘 지역, 모닝사이드 하이츠 등의 지역을 포함한다. 이 지역은 뉴욕의 관광 지역은 아니다.

## 같이 보기
- 뉴욕의 역사
- 로어맨해튼
- 미드타운맨해튼